# 北海道キッコーマン
北海道キッコーマン（ほっかいどうキッコーマン）は、北海道千歳市にある企業。キッコーマンのグループ会社。

## 概要
北海道進出のきっかけは、多くのキッコーマン製品が北海道内で消費されており、本社のある千葉県野田市から輸送費をかけて運ぶよりも北海道で生産する方が最適であろうという思いからであった。北海道産の小麦や支笏湖の伏流水を使用しており、一部を輸入している大豆に関しては、苫小牧港を活用している。野田醤油（現在のキッコーマン）にゆかりのある日本醤油工業（キッコーニホン）の麹づくりと醸造を受託している。

## 沿革
- 1983年（昭和58年）：千歳臨空工業団地に進出。
- 1986年（昭和61年）：「キッコーマン千歳工場」として操業開始（翌年から出荷開始）。
- 1997年（平成09年）：北海道通商産業局による「緑化優良工場」受賞[4]。
- 1999年（平成11年）：「ISO 14001」取得（2011年にキッコーマングループ国内一括認証となる）[5]。
- 2004年（平成16年）：日本緑化センターによる「第23回緑化優良表彰工場」経済産業大臣賞受賞[4][6]。
- 2005年（平成17年）：キッコーマン本体から分社化し、「北海道キッコーマン」設立。

## 主な製造品
- 醤油
  - キッコーマン「北海道丸大豆しょうゆ」（「道産食品独自認証制度」（きらりっぷ）認証品[7]）
- めんみ（北海道限定で販売している鰹節、煮干し、昆布、さば節、帆立から取った5種の出汁に、醤油と本みりんを合わせた濃縮5倍のつゆ[8]）
  - キッコーマン めんみ（「いつでも新鮮 だし贅沢めんみ」を除く[9]）

## アクセス
- 道央自動車道
  - 新千歳空港ICから約4 km
  - 千歳ICから約5 km
- 北海道旅客鉄道（JR北海道）
  - 新千歳空港駅から車で約20分
  - 千歳駅から車で約20分